# Peter Sommer
Peter Sommer Christensen (født 28. august 1974) er en dansk sanger og sangskriver. Han er født i Aarhus og opvokset i Skanderborg. Peter Sommers sangtekster er ofte præget af ordspil og leg med formen i sprog og udtryk. Han var tidligere medlem af bandet Superjeg sammen med Carsten Valentin Lassen, der udgav to album mellem 2002 og 2003. I 2004 solodebuterede Peter Sommer med På den anden side, hvorfra singlen "Valby Bakke" blev valgt som Ugens Uundgåelige på P3. Til P3 Guld 2004 blev han efterfølgende hyldet for sine litterære fortræffeligheder på albummet med hovedprisen og det dertilhørende beløb på 100.000 danske kroner.

## Karriere
I 2006 fulgte Peter Sommer op på debutalbummet med Destruktive vokaler, som blandt andet sikrede ham prisen for ’Årets danske pop udgivelse’ ved Danish Music Awards. Tre år senere udkom det anmelderroste album Til rotterne, til kragerne, til hundene, der resulterede i tre statuetter ved Danish Music Awards 2009 for ’Årets mandlige kunstner’, ’Årets danske rockudgivelse’ og ’Årets danske sangskriver’, og hele fire priser ved Steppeulven for ’Årets Album’, ’Årets Sang’, ’Årets Tekstforfatter’ og ’Årets Producer’ (Henrik Balling). I 2010 dannede han duoen De eneste to med Simon Kvamm, der udgav det platinsælgende album af samme navn, hvorfra hitsinglerne ”Morten” og ”Jeg har ikke lyst til at dø” modtog guldcertificering.
Herefter vendte Peter Sommer tilbage til solokarrieren med det noget mørkere og mere elektroniske album Alt forladt, hvor han blandt andet behandlede sine egne fejl og mangler samt bruddet med Lise Westzynthius, som han har sønnen Ivan med. Albummet modtog stor ros fra de danske anmeldere, og Gaffa beskrev eksempelvis albummet som "En modig, stærk og helstøbt plade, der sidder i kroppen længe efter endt afspilning”. Derudover blev han nomineret til hele fire priser for albummet ved Danish Music Awards, heriblandt ’Årets danske sangskriver’ og ’Årets danske udgivelse’.
Efterfølgende genoptog han sit makkerskab med Simon Kvamm i duoen De Eneste To ved udgivelsen af Dobbeltliv i 2014, der opnåede guldcertificering samme år. Efter fire års udgivelsespause som solokunstner udgav Peter Sommer singlen ”Skønne spildte kræfter” i starten 2017 og gav livekoncerter med særligt fokus på 2008-albummet Til rotterne, til kragerne, til hundene. I 2018 udkom hans femte soloalbum Elskede at drømme, drømmer om at elske, hvor han med egne ord omfavnede kærligheden og tilværelsens tvetydigheder. Albummet var delt op i to sider, som man kender det fra vinylplader, hvoraf første side var akkompagneret af hans faste orkester Tiggerne og den anden side af jazzduoen Bremer/McCoy. Det blev særdeles godt modtaget af anmelderne med eksempelvis fem hjerter i Politiken, fem stjerner i Berlingske, og fem stjerner i BT, hvor anmelderen skrev: ”Det nye album 'Elskede at drømme, drømmer om at elske' viser at blandt moderne danske sangskrivere er Peter Sommer den eneste ene.”
Efter udgivelsen af albummet blev Peter Sommer annonceret til at skulle spille sin største koncert nogensinde – nemlig på Orange Scene til Roskilde Festival 2018. Koncerten modtog blandt andet fem stjerner af Soundvenue under overskriften ”Peter Sommer inviterede Roskilde Festival ind i sin orange drøm”.

## Diskografi

### Peter Sommer

#### Album
| Titel                                   | Album detaljer                                                            | Højeste placering | Certificering |
| Titel                                   | Album detaljer                                                            | Danmark           | Certificering |
| --------------------------------------- | ------------------------------------------------------------------------- | ----------------- | ------------- |
| På den anden side                       | - Udgivet: 11. oktober 2004 - Selskab: Genlyd 2000, BMG - Format: CD      | 5                 |               |
| Destruktive vokaler                     | - Udgivet: 27. marts 2006 - Selskab: Genlyd 2000, BMG - Format: CD        | 4                 | - Platin      |
| Til rotterne, til kragerne, til hundene | - Udgivet: 6. oktober 2008 - Selskab: Genlyd, Sony BMG - Format: CD       | 6                 |               |
| Alt forladt                             | - Udgivet: 28. januar 2013 - Selskab: Genlyd, Sony Music - Format: LP, CD | 2                 |               |
| Elskede at drømme, drømmer om at elske  | - Udgivet: 9. marts 2018 - Selskab: Genlyd, Sony Music - Format: LP, CD   | 2                 | - Platin      |
| Stærk strøm hen over ujævn bund         | - Udgivet: 17. januar 2020 - Selskab: Genlyd, Sony Music - Format: LP, CD | 2                 |               |
| PSPHPT                                  | - Udgivet: 3. september 2021 - Selskab: Genlyd - Format: LP, CD           | 9                 |               |
| De uforelskede i København              | - Udgivet: 25. marts 2022 - Selskab: Genlyd - Format: LP, CD              | 2                 |               |
| Verdens volume                          | - Udgivet: 14. marts 2025 - Selskab: Capitol - Format: LP, CD             |                   |               |

#### Livealbum
- De Uforelskede I Copenhagen Philharmonic (2022)

#### EP'er
- Til rotterne (2008)
- Til kragerne (2008)
- Alt for dig (2013)

#### Singler
- "Valby Bakke" (2004)
- "Tigger" (2005)
- "Bombesikker" (2005)
- "Fra mig til mig" (2005)
- "Man hamrer løs på en åben dør" (2006)
- "8-6-6-0" (2006)
- "Livets gang i Virkelyst" (2006)
- "Rødt kort" (2007)
- "Sandhed nr. 502" (2008)
- "Hærværk" (2008)
- "Til rotterne, til kragerne, til hundene" (2008)
- "Hvorfor løb vi" (2013)
- "Når solen stikker af og månen sætter ind" (2013)
- "Pænt goddag, pænt farvel" (2013)
- "For evigt" (2013)
- "Når vi presses i troen" (2015)
- "Skønne spildte kræfter" (2016)
- "Bittersød natteskygge" (2017)
- "Sand kærlighedshistorie" (2017)
- "Elskede at drømme, drømmer om at elske" (2018)
- "Vitello" (med Jøden, 2018)
- "Begge veje" (2019)
- "Vi der valgte mælkevejen" (2019)
- "Videre og så videre" (2020)
- "Hærværk" (PSPHPT-version, 2021)
- "De uforelskede i København" (2021)
- "Din idiot (jeg skulle have været din idiot)" (featuring Selina Gin, 2022)

### Superjeg
- Alt er ego (2002)
- Øst/Vest (2003)

### De eneste to
- De eneste to (2010)
- Dobbeltliv (2014)

## Priser
Peter Sommer præmieredes i 2006 med 50.000 kr. af Statens Kunstfond for albummet Destruktive vokaler.
Han fik i 2009 tildelt tre priser ved Årets Steppeulv, for henholdsvis Årets sang ("Vi falder først den dag vi kigger ned"), Årets album (Til rotterne, til kragerne, til hundene), og Årets tekstforfatter. Desuden modtog albummets producer, Henrik Balling, prisen for Årets producer. I 2018 modtog Peter Sommer et stort arbejdslegat fra Statens Kunstfond.